# Enoclofobia

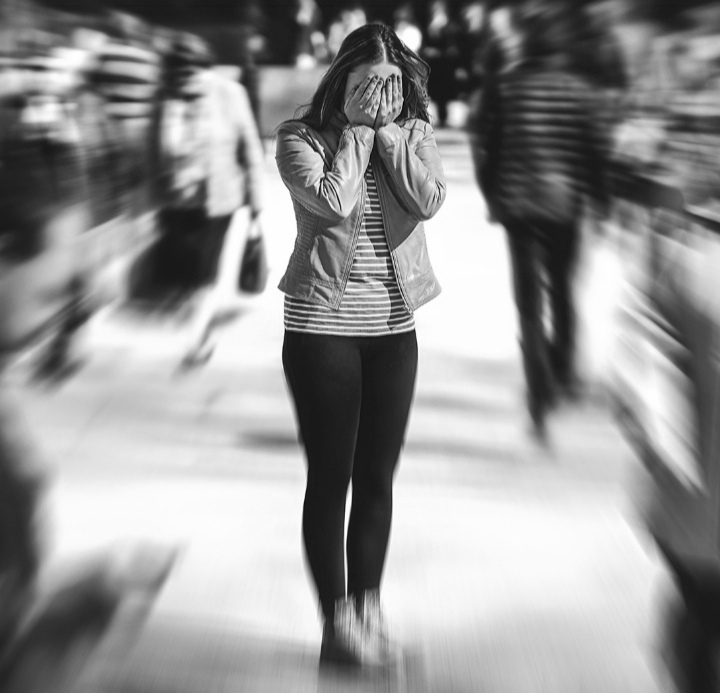
Fotografía representativa del estrés frente a una multitud en una persona con enoclofobia.

La enoclofobia, también conocida como demofobia, es la fobia o miedo irracional a las multitudes. No se conocen a ciencia cierta las causas de esta patología, pero se cree —como en las demás fobias— que puede originarse por una situación o evento traumático desencadenante.  

## Causas
La enoclofobia es un trastorno psicológico de causas desconocidas, debido a la poca importancia que se le ha dado a la investigación y análisis de esta enfermedad. Sin embargo, algunos expertos creen que esta condición tiene un origen similar a las demás fobias, las cuales pueden originarse por un evento traumático desencadenante. Un ejemplo de esto podría ser un caso extremo de pánico escénico, fobia social o simplemente una situación vergonzosa frente a grandes grupos de personas.